# Monsonia multifida
Monsonia multifida är en näveväxtart som beskrevs av Ernst Meyer. Monsonia multifida ingår i släktet hottentottnävor, och familjen näveväxter. Inga underarter finns listade i Catalogue of Life.